# Renthof (Kassel)

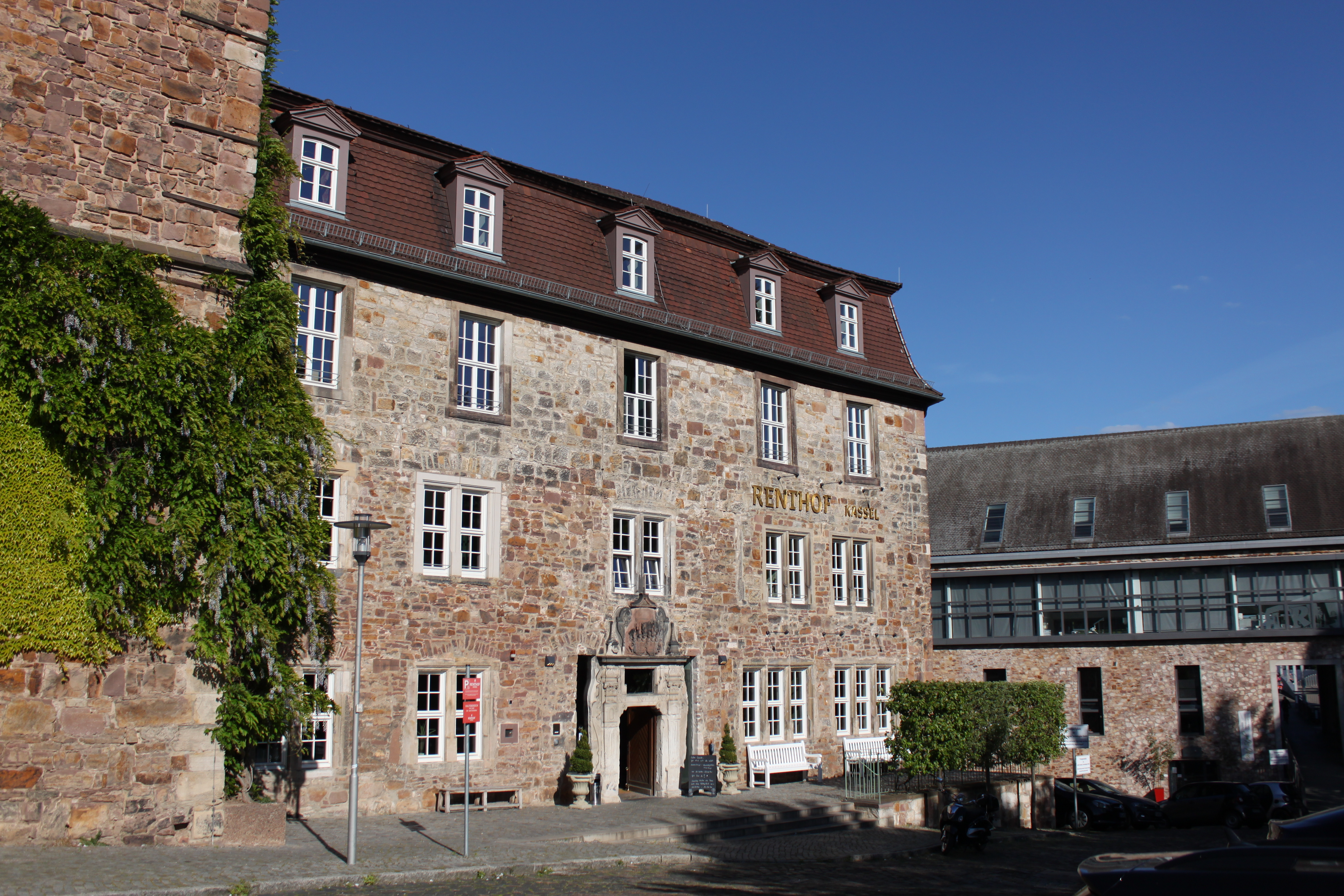
Der Renthof 2020 zum Hotel umgebaut

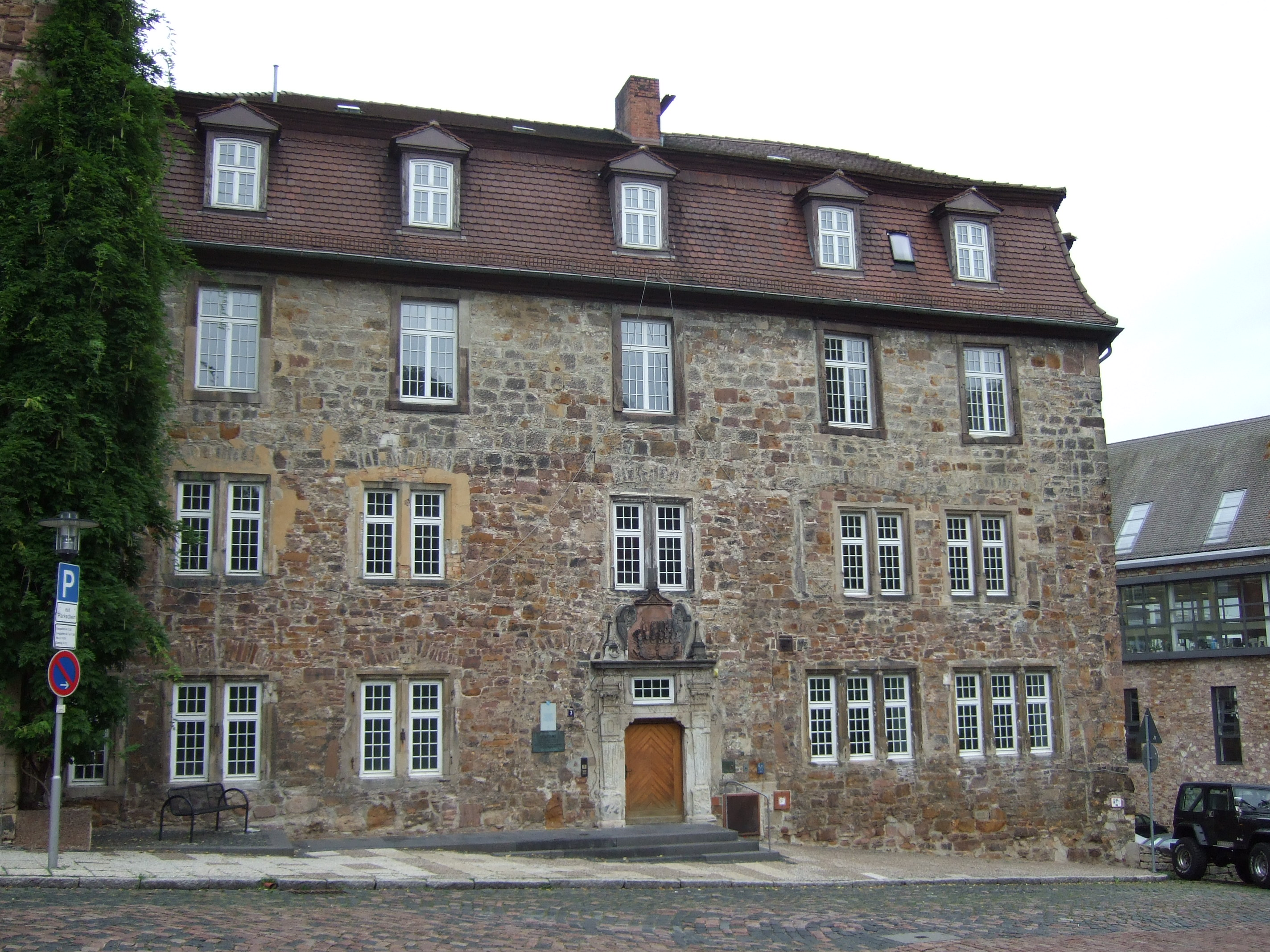
Der Renthof in Kassel (2013)

Der Renthof ist ein aus dem 13. Jahrhundert stammender, unmittelbar an die Brüderkirche anschließender denkmalgeschützter Gebäudekomplex in Kassel. Es handelt sich um die Reste eines Karmeliterklosters.

## Geschichte
Das Kloster wurde im 13. Jahrhundert gleichzeitig mit der angrenzenden Kirche erbaut. 1595 wurde das Kloster, das nach der Einführung der Reformation in der Landgrafschaft Hessen 1526 säkularisiert worden war, zur Hofschule. Primarius war Magister Johannes Lagonychos (Johannes Hasenklau), ein Schüler und Patenkind des Kasseler Komponisten Johann Heugel.
Der berühmteste Schüler aus dieser Zeit war Heinrich Schütz, der ab 1599 unter Lagonychos den Tonsatz studierte und später, 1612 bis 1617, zweiter Organist der Kassler Hofkapelle wurde. In den Jahren 1617 und 1618 erfolgte ein erneuter Umbau zur Ritterakademie Collegium Mauritianum. Diesen Bauarbeiten entstammt auch der älteste erhaltene Kasseler Brunnen – der Renthofbrunnen.
Von 1633 bis 1653 bestand an der Hofschule die Universität Kassel, die von Landgraf Wilhelm V. eingerichtet wurde, da Marburg und damit die dortige Universität durch Erbstreitigkeiten vorübergehend an die Landgrafschaft Hessen-Darmstadt gefallen waren.
In der zweiten Hälfte des 17. Jahrhunderts wurden mehrere hessische Oberbehörden und Gerichte im Gebäude, als Erweiterung des angrenzenden Kanzleigebäudes, angesiedelt. Die Bezeichnung Renthof leitet sich von diesen frühen Verwaltungsbehörden ab.
Im Zweiten Weltkrieg wurde der Gebäudekomplex teilweise zerstört. Nach dem Wiederaufbau zog der damalige Verein für Volkswohl, die heutige Sozialgruppe Kassel, in das Gebäude ein. Sie unterhielt dort ein Pflegeheim für alte Menschen. Die Nutzung als Pflegeheim wurde im Sommer 2013 aufgegeben und die Bewohner zogen in einen Neubau. Es wurde länger nach einer Nachnutzung des Gebäudes gesucht und im November 2014 bekannt gegeben, dass das Gebäude an einen Finanzinvestor und einen Gastronomen verkauft wurde. Im Mai 2017 wurde, nach Umbaumaßnahmen, in dem Gebäudekomplex ein Hotel mit Gastronomie eingeweiht.

## Mediale Präsenz
Mediale Aufmerksamkeit erlangte das Hotel bei der Eröffnung der Documenta 14 im Jahr 2017. Dort empfingen Bundespräsident Frank-Walter Steinmeier, dessen Ehefrau Elke Büdenbender, der hessische Ministerpräsident Volker Bouffier sowie der Oberbürgermeister der Stadt Kassel, Bertram Hilgen, den griechischen Staatspräsidenten Prokopis Pavlopoulos zur Eröffnungsveranstaltung der Documenta im Hotel Renthof.
Im Rahmen der Documenta nächtigten im Hotel auch viele der Documenta-Künstler sowie einige andere prominente Persönlichkeiten aus Politik und Fernsehen.

## Architektur
Das Gebäude besteht aus drei Flügeln, die zusammen mit der Brüderkirche einen Innenhof bilden, in dem sich der Kreuzgang des Klosters befand. Sowohl West- als auch Südflügel entsprechen dem baulichen Zustand von etwa 1830. Das Renaissanceportal, das den Eingang des Gebäudes bildet, zeigt das Doppelwappen des Landgrafen Moritz und dessen zweiter Ehefrau Juliana von Nassau und trägt die Jahreszahl 1617. Der West- und der Südflügel befindet sich im Zustand von etwa 1830 und enthalten viele Bauelemente der Renaissancezeit. Das spätbarocke Treppenhaus der Hoffront ist die einzige so in Kassel erhalten gebliebene Fachwerkarchitektur.